# The Suspect
The Suspect é um filme de 2005 estrelado por Jamie Luner e Adrian Hough.